# Сильвермен, Джордж
Абрахам Джордж Сильвермен (англ. Abraham George Silverman, 1900 — 1973) —  американский математик и статистик, член группы Уэра.

## Биография
Окончил Гарвардский университет. В первые дни «Нового курса» президента Франклина Д. Рузвельта он работал в Совете по пенсионному обеспечению железнодорожников в Вашингтоне, округ Колумбия, в качестве директора по исследованиям. Оттуда перешёл на работу в Федеральный координационный центр транспорта, Тарифную комиссию США и Консультативный совет по труду Национальной администрации восстановления. Во время Второй мировой войны был гражданским советником по экономике и начальником отдела анализа и планов у помощника начальника штаба ВВС по материально-техническому обеспечению и обслуживанию, прикомандирован к Пентагону. Предполагается, что якобы передавал документы из Пентагона группе советских шпионов, и сотрудничал с генеральным секретарём Коммунистической партии США Эрлом Браудером. В 1941 переведён в Министерство финансов США и какое-то время работал над политикой замороженных средств. Помощник министра финансов США Гарри Декстер Уайт передавал через него документы советской разведке во второй половине 1942 — начале 1943 годов. А помощник президента Локлин Карри предоставил через него же устную информацию, включая информацию о том, что Соединенные Штаты были на грани взлома советского криптографического кода. Ирвинг Каплан из Управления военного производства также сообщал ему информацию для передачи в Советский Союз. По мере войны объёмы передаваемых материалов увеличивались. Сильверман тесно сотрудничал с Людвигом Ульманом, который также работал в Пентагоне и фотографировал украденные документы, прежде чем они передавались Элизабет Бентли и Якову Голосу. В августе 1945 покинул Пентагон, чтобы работать во Французском совете в Вашингтоне, округ Колумбия, офисе нового французского правительства. Упоминался в проекте «Венона».